# غرابوسكيا
غرابوسكيا (الاسم العلمي: Grabowskia) هو جنس، في فصيلة باذنجانية، وضع التسمية العلمية  ديدريش فون شلكتندال.

## أصنوفات
الأصنوفات الأدنى لهذا الكائن:
- كود سباركل
- تحديث القائمة

نوع:Grabowskia boerhaaviifolia 
اسم علمي: Grabowskia boerhaaviifolia

نوع:Grabowskia boerhaviifolia 
اسم علمي: Grabowskia boerhaviifolia

نوع:Grabowskia cuneifolia 
اسم علمي: Grabowskia cuneifolia

نوع:Grabowskia duplicata 
اسم علمي: Grabowskia duplicata

نوع:Grabowskia geniculata 
اسم علمي: Grabowskia geniculata

نوع:Grabowskia lindleyi 
اسم علمي: Grabowskia lindleyi

نوع:Grabowskia megalosperma 
اسم علمي: Grabowskia megalosperma

نوع:Grabowskia obtusa 
اسم علمي: Grabowskia obtusa

نوع:Grabowskia sodiroi 
اسم علمي: Grabowskia sodiroi